# کلیسای جامع وکخو
کلیسای جامع وکخو (سوئدی: Växjö domkyrka) یک کلیسای جامع در وکخو، سوئد است. این مکان مقر اسقف وکخو در کلیسای سوئد است. طبق افسانه، کلیسای جامع توسط سنت سیگفرید سوئدی تأسیس شد. اولین کلیسای سنگی در این مکان، که بخش‌هایی از آن در کلیسای جامع فعلی گنجانده شده‌است، در سال ۱۱۶۰ ساخته شد. کلیسای جامع در طول زمان بسیار تغییر کرده‌است و ظاهر امروزی آن عمدتاً نتیجه بازسازی گسترده‌ای است که در دهه ۱۹۵۰ تحت هدایت معمار کورت فون اشمالنسی انجام شد. این بنا در مکانی ساخته شده‌است که احتمالاً در دوران پیش از مسیحیت به عنوان بازار استفاده می‌شده‌است. تعداد بسیار کمی از اثاثیه کلیسای جامع وکخو از قرون پیشین باقی مانده‌است. بیشتر آثار هنری تزیین کننده کلیسای جامع مربوط به قرن ۲۰ یا ۲۱ است و بسیاری از آنها از شیشه ساخته شده‌اند.